# Cửa khẩu Chi Ma
Cửa khẩu Chi Ma là cửa khẩu tại vùng đất thôn Chi Ma xã Yên Khoái huyện Lộc Bình tỉnh Lạng Sơn, Việt Nam .
Cửa khẩu Chi Ma thông thương sang cửa khẩu Ái Điểm (爱店口岸) ở huyện Ninh Minh tỉnh Quảng Tây, Trung Quốc . Tại đây có cột mốc 1223 .
Cửa khẩu Chi Ma là điểm cuối của đường tỉnh 236, và cách thị trấn Lộc Bình 13 km theo đường này về hướng đông bắc.

## Hoạt động
Năm 2008 Lạng Sơn công bố quyết định quy hoạch chi tiết cửa khẩu Chi Ma, phục vụ thông thương đang phát triển trong vùng .
Ngày 20/02/2013 Thủ tướng Chính phủ ký Quyết định 343/2013/QĐ-TTg về việc nâng cấp cửa khẩu Chi Ma, tỉnh Lạng Sơn từ cửa khẩu phụ lên cửa khẩu chính .